# Pfarrkirche Bruckhaufen

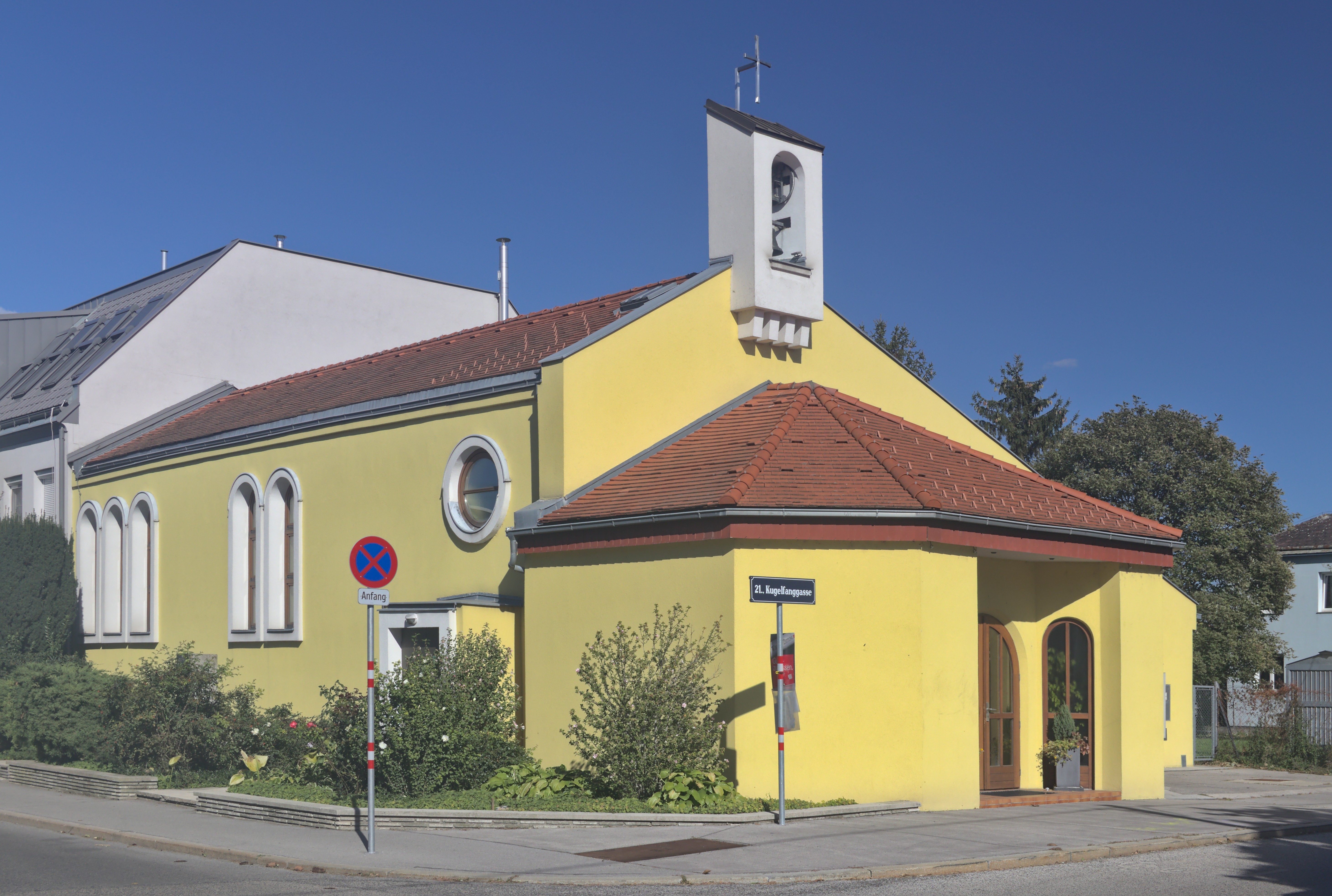
Pfarrkirche Bruckhaufen von Südwesten

Die Pfarrkirche Bruckhaufen, St. Elisabeth, ist eine römisch-katholische Pfarrkirche in der Kugelfanggasse in der Siedlung Bruckhaufen im 21. Wiener Gemeindebezirk Floridsdorf. 
In Floridsdorf entstand zwischen Alter Donau und Donau ein Siedlungsgebiet mit Einfamilienhäusern. Eine Barackenkirche, Elisabeth-Heim, in der Kugelfanggasse 31–33, wurde im Jahre 1937 von Architekt Robert Kramreiter zu einer Kirche erweitert. Im Jahre 1993 wurde eine Vorhalle beim Haupteingang vorgesetzt, und neben der Kirche eine Sakristei und Nebenräume angebaut. Der Pfarrhof wurde 1974 in der Spanngasse 5 errichtet.

Ansichten
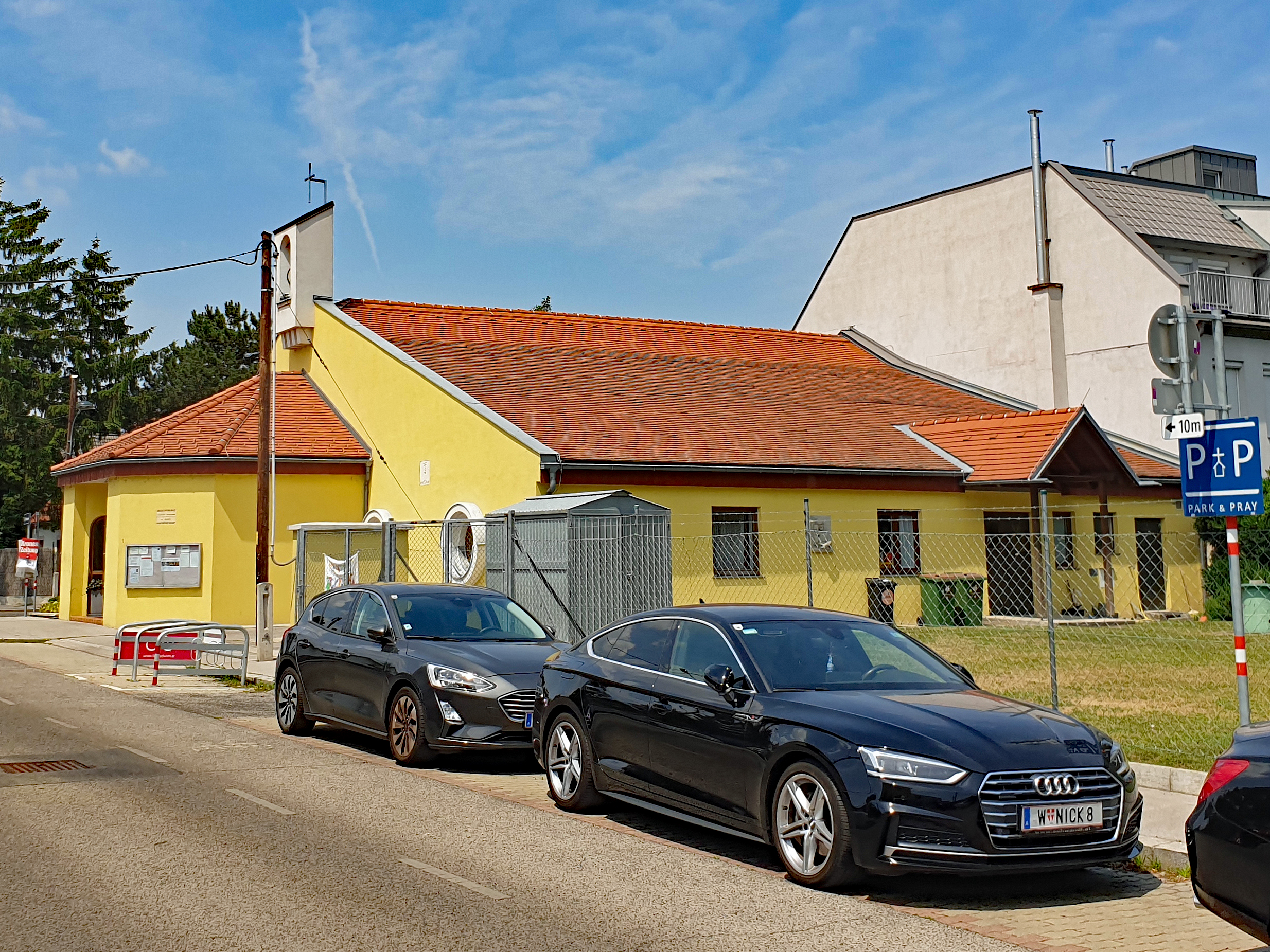
Ansicht von Südosten
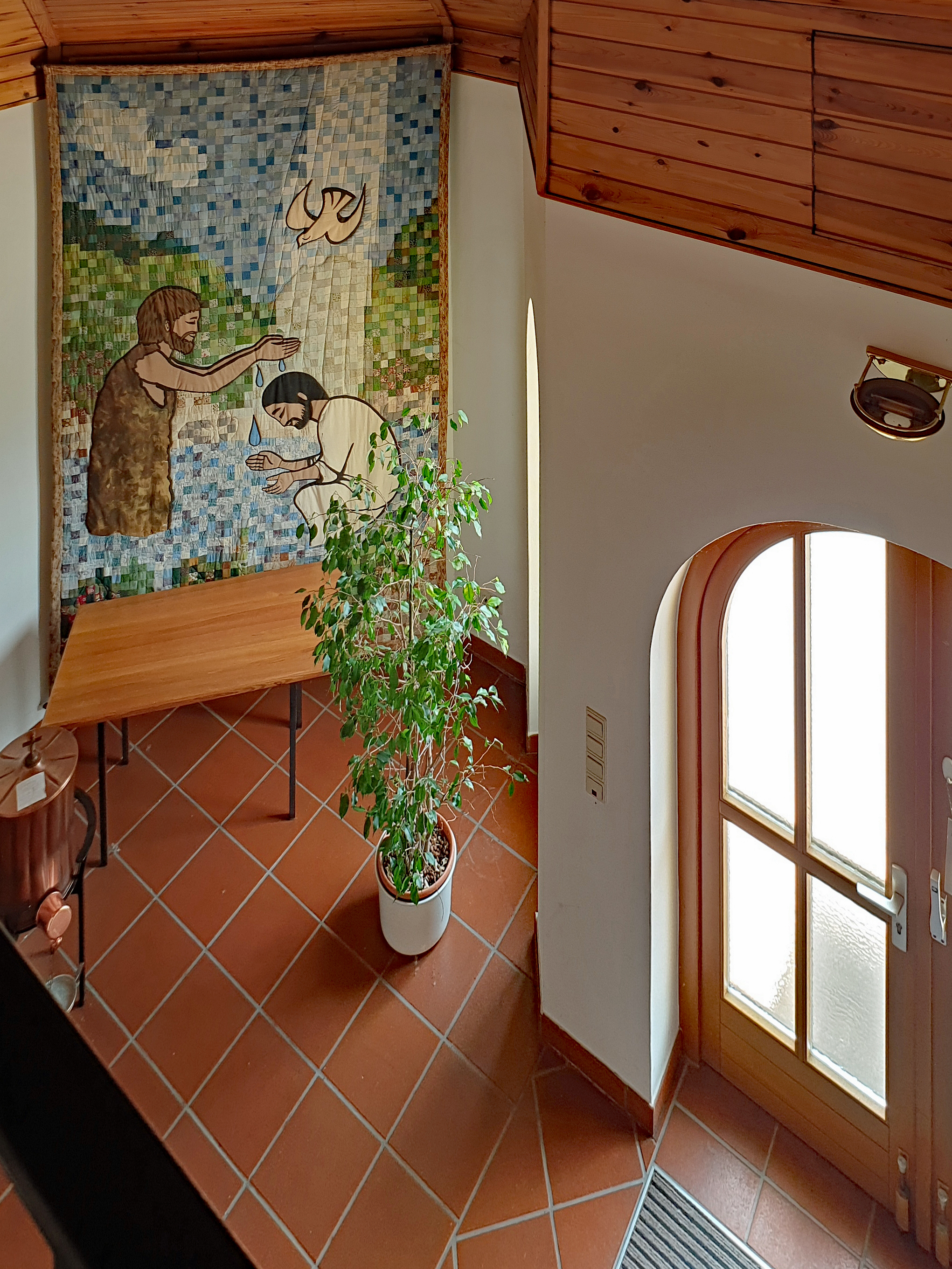
Vorraum
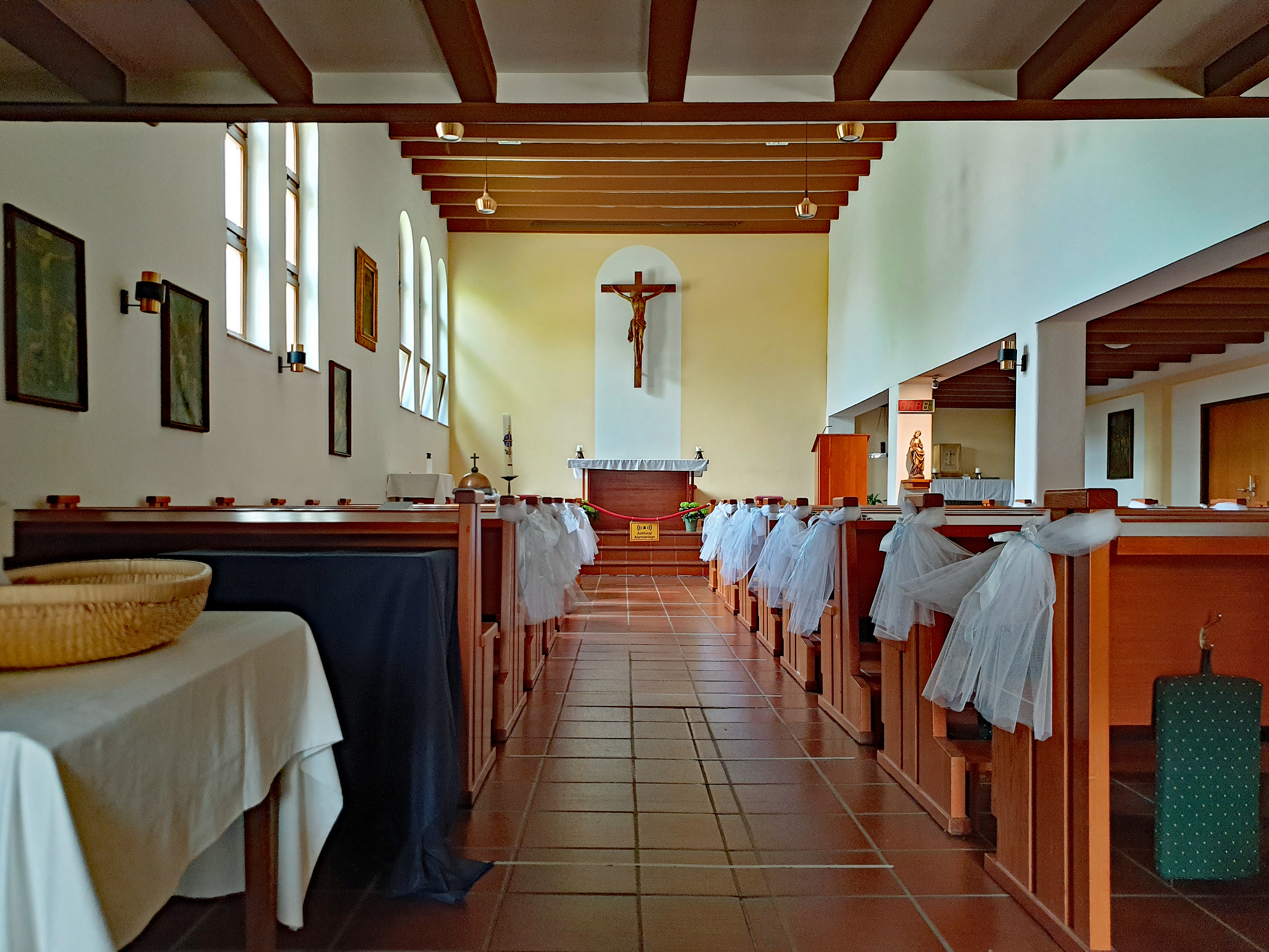
Innenraum
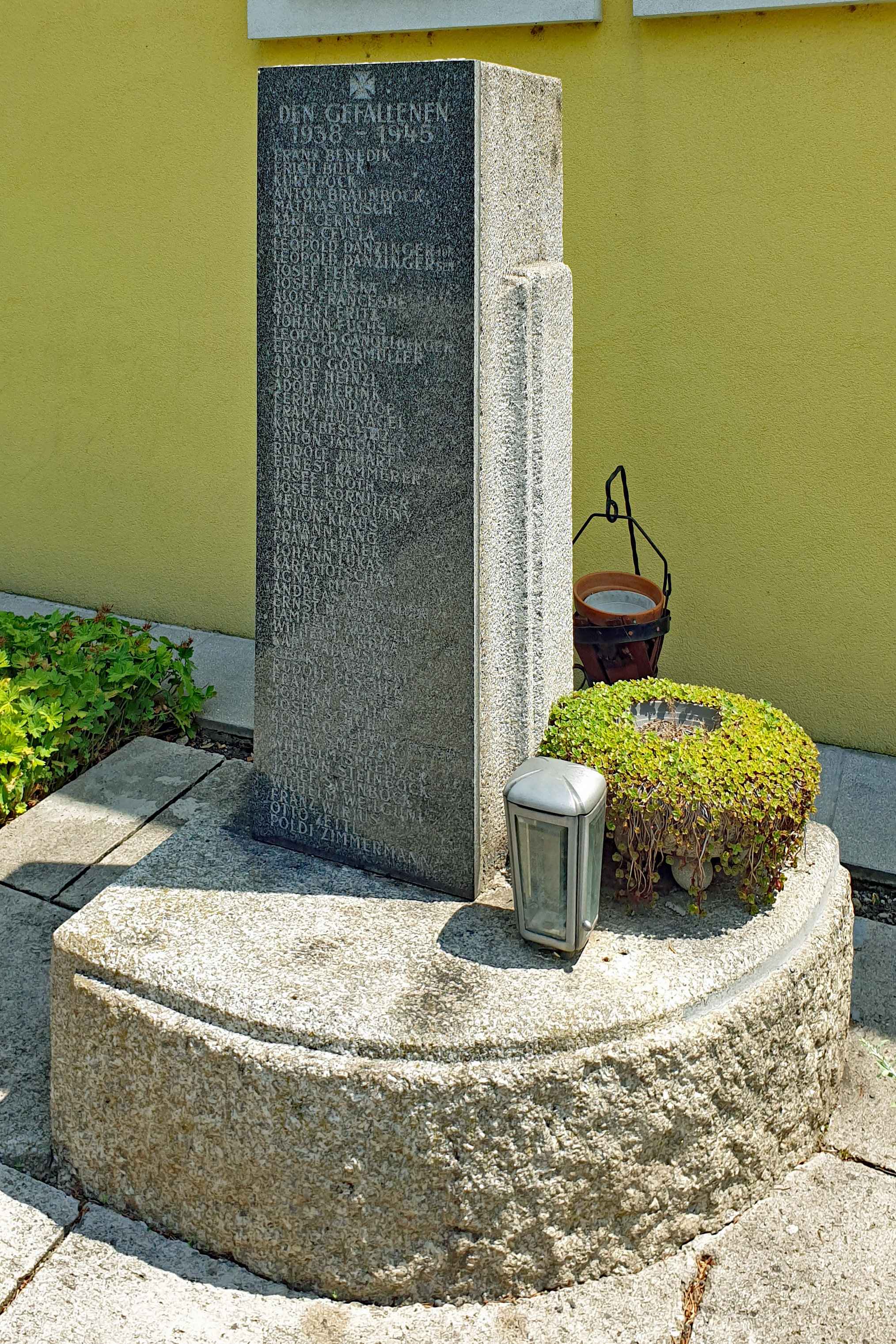
Kriegerdenkmal
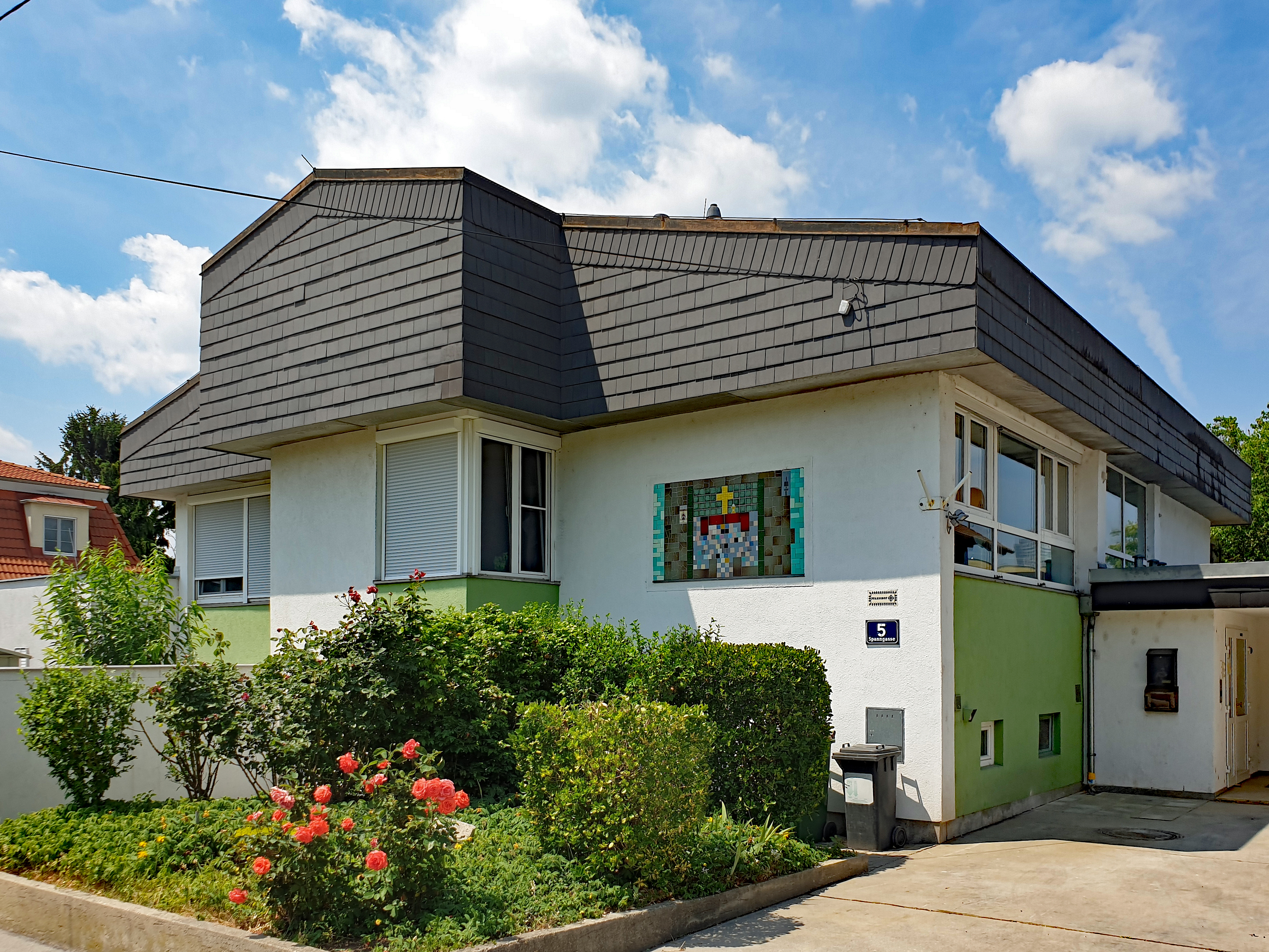
Pfarrhof